# Herta Mohr

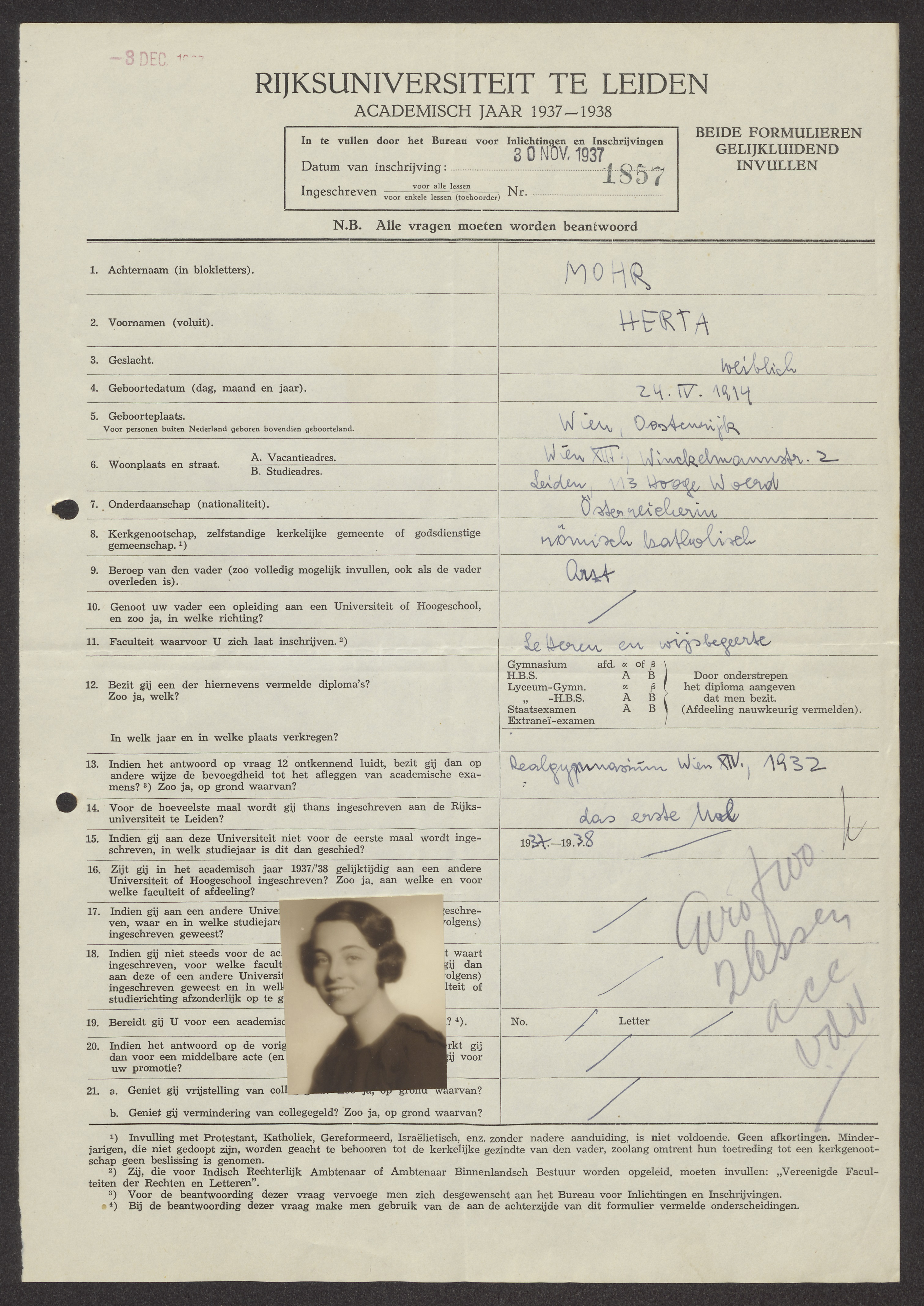
Registrazione di Herta Mohr come studentessa di Lettere e Filosofia presso l'Università di Leida, 30 novembre 1937.

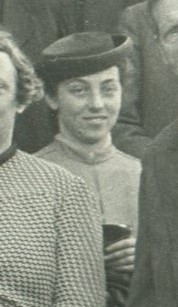
Mohr in un gruppo di colleghi, data sconosciuta.

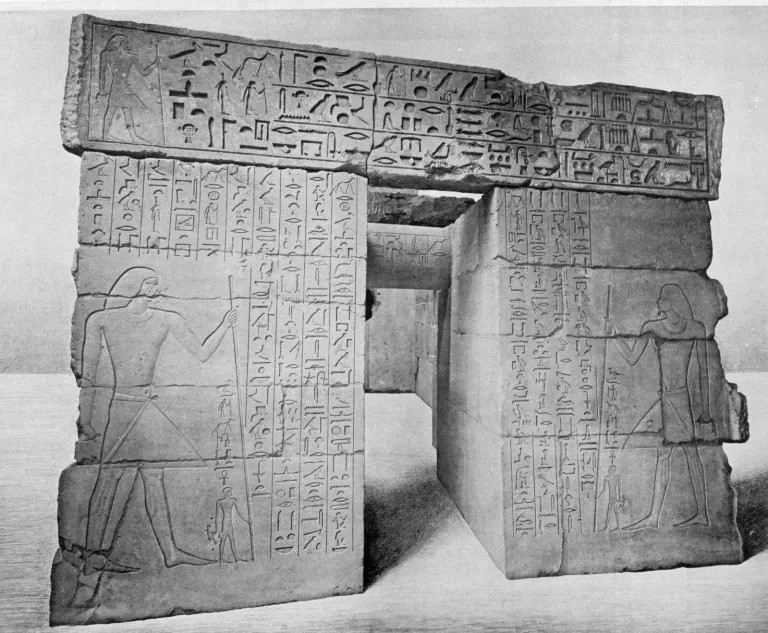
Cappella egizia delle offerte di Hetepherakhty (Hetepherachty), Rijksmuseum van Oudheden ("Museo statale delle Antichità"), Leida, 1905.

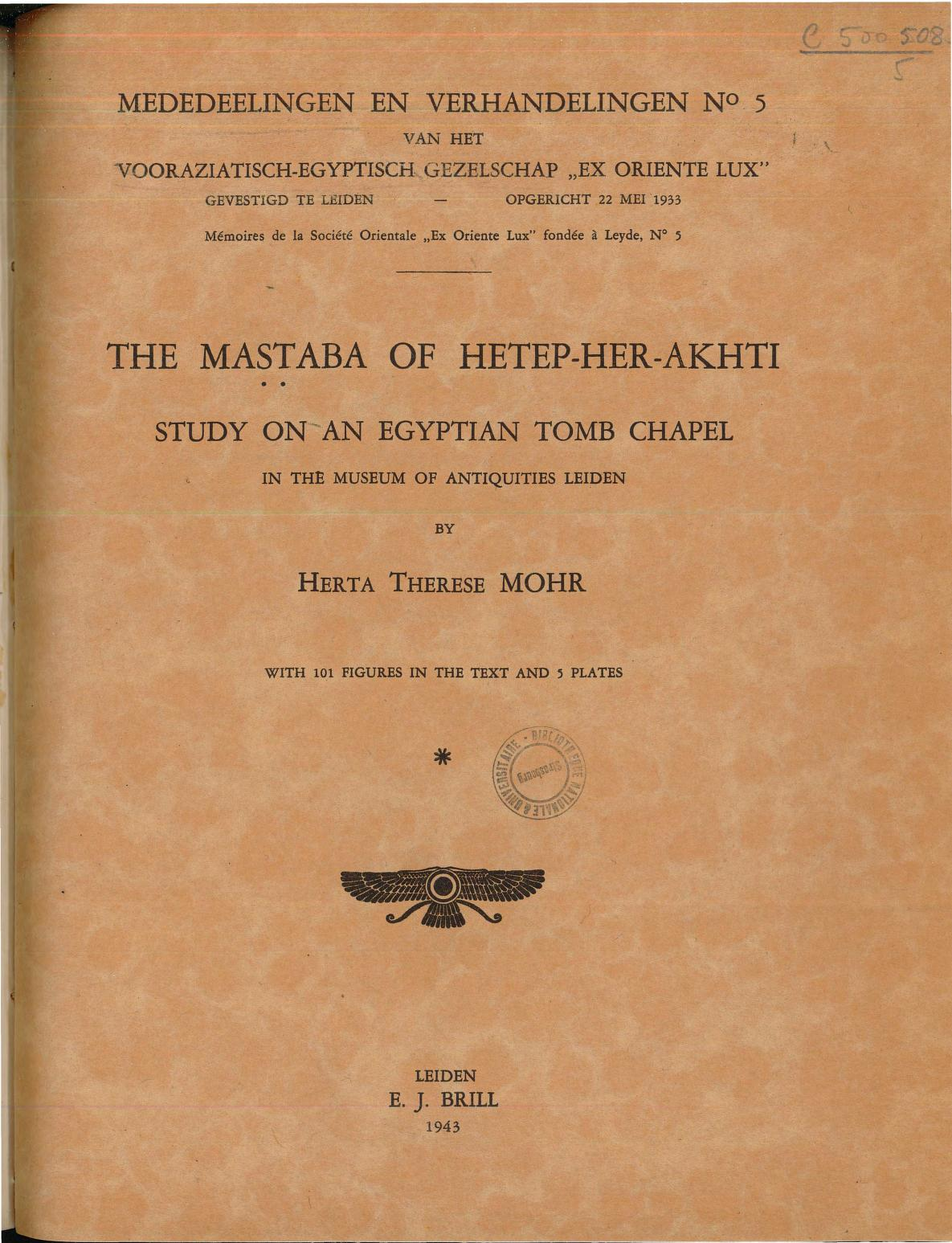
Herta Therese Mohr: The Mastaba of Hetep-her-Akhti. Study on an Egyptian tomb chapel in the Rijksmuseum van Oudheden ("Museo statale delle Antichità"), Leida, 1943.

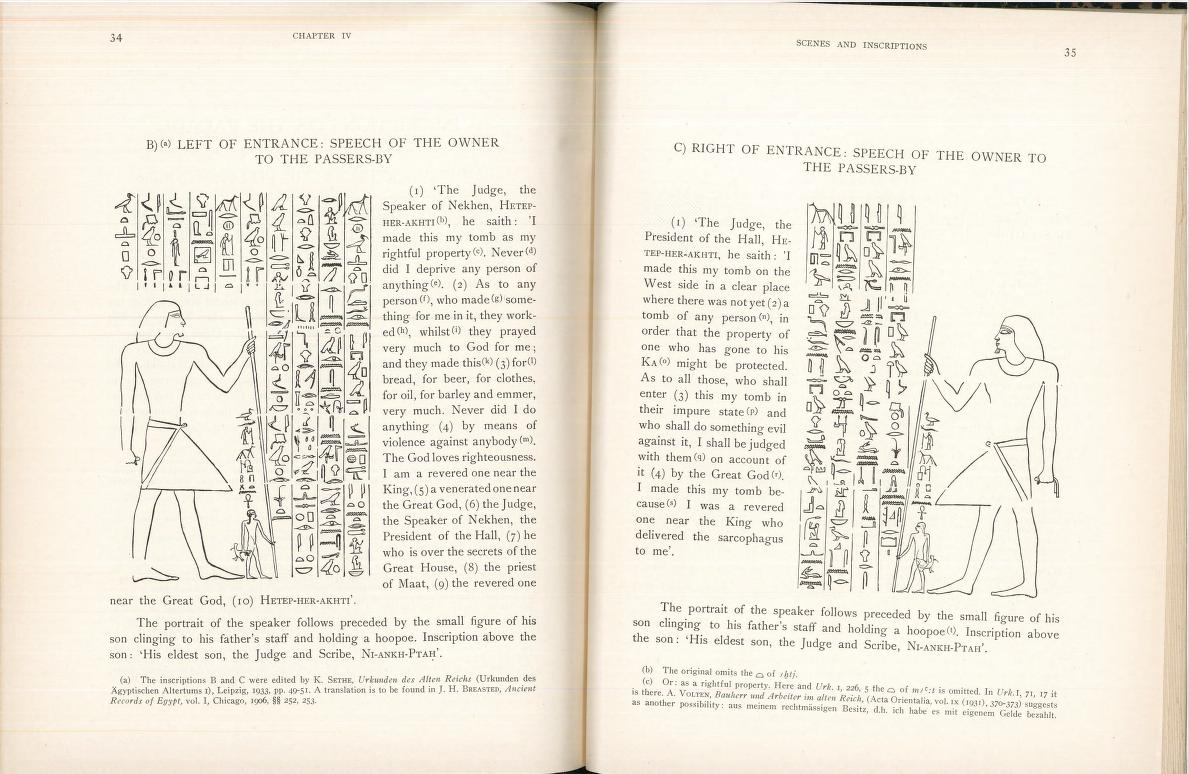
Herta Therese Mohr: The Mastaba of Hetep-her-Akhti, 1943, pp. 34-35.

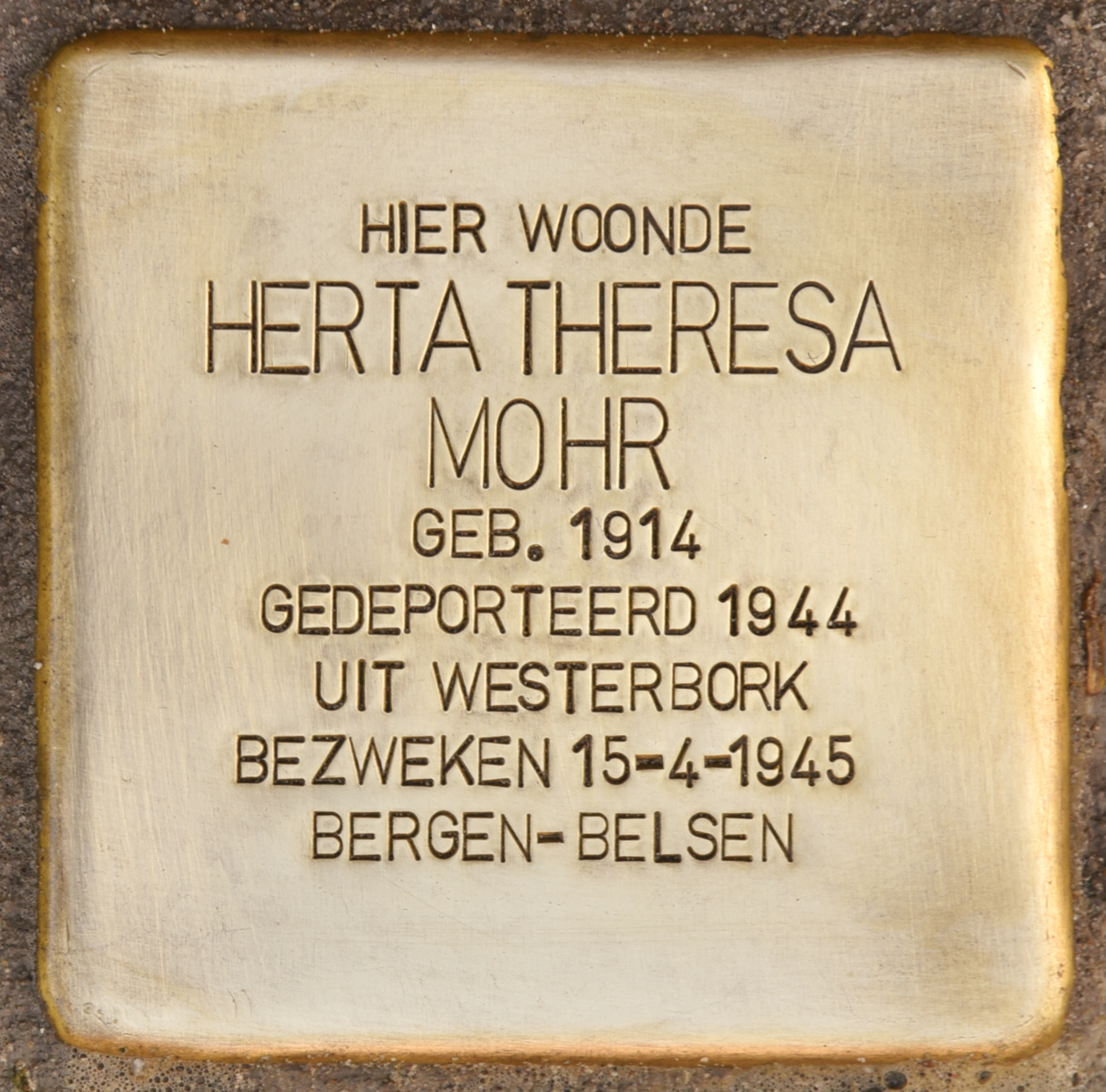
Pietra di inciampo a Leida per Herta Theresa Mohr.

Herta Theresa Mohr (Vienna, 24 aprile 1914 – Bergen-Belsen, 15 aprile 1945) è stata un'egittologa e traduttrice austriaca, descrittrice della Mastaba di Hetep-Her-Akhti nel Rijksmuseum van Oudheden ("Museo statale delle Antichità") a Leida, Paesi Bassi e vittima dell'Olocausto.

## Biografia

### Vienna, 1914-1937
Herta Mohr nacque a Vienna, in Austria, figlia unica di Adolf Israel Mohr (1872-1944) e Gabriele Kaufmann (1886-1944). Suo padre era un medico che prestò servizio negli ospedali da campo durante la prima guerra mondiale; per questo ricevette una Croce d'oro al merito. Mohr si iscrisse inizialmente come studentessa di medicina all'Università di Vienna, ma passò agli studi orientali. Nel 1937-1938 seguì all'università lezioni di egittologia e lingue africane tenute da Wilhelm Czermak (1889-1953) e Heinrich Balcz (1898-1944).

### Leida, 1937-1942
Per sfuggire alla persecuzione antisemita Mohr e i suoi genitori si trasferirono a Leida, nei Paesi Bassi, dove si iscrisse all'Università di Leida il 30 novembre 1937. Nel settembre 1938 tenne una conferenza in tedesco sulla cappella tombale di Hetepherakhty, un antico monumento egizio risalente all'Antico Regno, al 20º Congresso Internazionale degli Orientalisti a Bruxelles, dal titolo "Einige Bemerkungen zur Leidener Mastaba", illustrata con diapositive.
Battezzata cattolica il 13 luglio 1939, si unì all'Associazione degli studenti cattolici di Leida "Augustinus". Sebbene avesse un permesso di viaggio per gli Stati Uniti, alla fine non fu in grado di utilizzarlo. Nel 1940, quando le forze di occupazione naziste nei Paesi Bassi costrinsero tutti gli abitanti non olandesi a lasciare la zona costiera, si trasferì a Eindhoven, mentre i suoi genitori si trasferirono a 's-Hertogenbosch. Mohr però continuò i preparativi per il suo trattato sulla cappella tombale (mastaba) di Hetepherakhty. Il volume apparve nel 1943, pubblicato dalla Società Olandese per l'Oriente "Ex Oriente Lux", a cui si era unita mentre viveva a Leida.

### Arresto e decesso, 1942-1945
Il 2 agosto 1942 la famiglia Mohr era tra gli ebrei cattolici che furono arrestati e trasportati nel campo di transito di Westerbork come rappresaglia per una protesta della Chiesa cattolica contro la persecuzione degli ebrei. Mohr lavorava come traduttrice a Westerbork e il suo ulteriore trasporto in un campo di concentramento fu temporaneamente posticipato (tedesco: Sperre, blocco) per questo motivo. Comunque, dopo un incidente nel gennaio 1944 fu messa in trasporto al campo di concentramento di Auschwitz come punizione. Adolf e Gabriele Mohr furono messi in trasporto al Campo di concentramento di Theresienstadt più o meno nello stesso periodo. Furono mandati da Theresienstadt ad Auschwitz alla fine di ottobre 1944 e furono uccisi subito dopo il loro arrivo.
Nel gennaio 1945, quando Auschwitz fu evacuato prima dell'arrivo delle forze russe, Mohr doveva essere stato inviato con altri prigionieri al campo di concentramento di Gross-Rosen; un testimone oculare l'aveva vista nell'ospedale lì. Gross-Rosen fu anche evacuato prima della sua liberazione nel febbraio 1945; i prigionieri furono inviati in altri campi di concentramento in Germania. Secondo i registri ufficiali Herta Mohr morì al campo di concentramento di Bergen-Belsen il 15 aprile 1945, la data della liberazione e quindi della fine di questo campo di concentramento.

## Commemorazioni
Pietre d'inciampo (tedesco: Stolpersteine) commemorando i genitori Adolf, Gabriele e la loro figlia Herta Mohr sono state messe a Leida nel marciapiede di fronte alla loro casa in Fagelstraat 17. La famiglia ha vissuto a questo indirizzo tra la fine degli anni '30 e l'inizio degli anni '40. Pietre d'inciampo per Adolf e Gabriele Mohr sono state collocate anche a Kasterenwal a 's-Hertogenbosch, però la casa di Tweede Kasterenstraat 1 dove vivevano non esiste più. I nomi di tutti e tre i membri della famiglia sono iscritti sul Monumento ebraico di 's-Hertogenbosch.

## Pubblicazioni da Herta Mohr
- (DE) Herta Mohr, Einige Bemerkungen zur Leidener Mastaba, in Actes du XXe Congrès international des orientalistes, Bruxelles, 5–10 septembre 1938, Leuven, Bureaux du Muséon, 1940, OCLC 750881985.
- (NL) H.Th. Mohr, Een vechtpartij te Leiden: Vorm en inhoud van een reliëf in de mastaba van Ḥtp-ḥr-Ꜣḫtj, in Jaarbericht Ex Oriente Lux, vol. 7, 1940,  pp. 535–541, pl. IX, OCLC 604997354.
- (EN) H.Th. Mohr, The Mastaba of Hetep-Her-Akhti. Study on an Egyptian Tomb Chapel in the Museum of Antiquities Leiden La mastaba di Hetep-Her-Akhti., in Mededeelingen en Verhandelingen van het Vooraziatisch-Egyptisch Gezelschap "Ex Oriente Lux", Mededeelingen en Verhandelingen van het Vooraziatisch-Egyptisch Gezelschap "Ex Oriente Lux" 5, Leiden, E.J. Brill, 1943, OCLC 804912269. URL consultato il 29 gennaio 2025.